# 李端 (北朝)
李端（？—577年），字永贵，北周原州平高县（今宁夏固原市）人，自称陇西郡成纪县（今甘肃省秦安县）人，李贤长子。
李贤去世后，李端袭封河西郡开国公，历任开府仪同三司、司会中大夫、中州刺史。使持节、车骑大将军、仪同三司、大都督、甘州刺史、怀德公。随周武帝平北齐，于577年，邺城战役中阵亡，赠上大将军，追封襄阳公，谥果。妻冯氏。